# Williamsport (Ohio)
Pour les articles homonymes, voir Williamsport.
Williamsport est un village américain situé dans le comté de Pickaway, dans l'Ohio. Selon le recensement de 2010, sa population est de 1 023 habitants.